# Palanca
Palanca is een Roemeense gemeente in het district Bacău.
Palanca telt 3613 inwoners.